# Terry Neill
William John Terence "Terry" Neill (Belfast, 8 mei 1942 – 28 juli 2022) was een Noord-Iers voetballer en voetbaltrainer.

## Spelerscarrière
Neill begon met voetballen bij Bangor FC. In 1959 maakte hij de overstap naar Arsenal FC, waar hij op 23 december 1960 zijn debuut in het eerste elftal maakte tegen Sheffield Wednesday. Hij werd op twintigjarige leeftijd al aanvoerder bij Arsenal, wat hem de jongste kapitein ooit maakt bij de Londense club. Neill had echter ook vaak te kampen met blessures en miste door geelzucht de League Cup-finale van 1969.
In 1970 tekende hij op 28-jarige leeftijd bij Hull City, waar hij speler-trainer werd. Ook bij de nationale ploeg van Noord-Ierland werd hij speler-trainer. Neill hield het voetballen in 1973 op 31-jarige leeftijd definitief voor bekeken.

## Trainerscarrière
Hoewel Neill pas in 1973 stopte met voetballen, was hij sinds 1970 al trainer van Hull City en sinds 1971 bondscoach van Noord-Ierland. In 1974 stapte hij over van Hull City naar Tottenham Hotspur, waar hij tegen de degradatie speelde. In 1976 ruilde hij Tottenham voor aartsrivaal Arsenal FC, de ploeg waar hij elf jaar actief was geweest als speler. Neill was toen slechts 34 jaar oud en werd zo de jongste trainer in de geschiedenis van de club. Onder zijn bewind speelde Arsenal drie jaar op rij de finale van de FA Cup, waarvan de Londenaars er evenwel slechts een konden winnen: in 1978 en 1980 werd er verloren van respectievelijk Ipswich Town en West Ham United, in 1979 won Arsenal de finale met 3-2 van Manchester United. Arsenal mocht na de FA Cup-winst in 1979 aantreden in de Europacup II. De club haalde de finale, maar verloor deze na strafschoppen van Valencia CF.
Op 16 december 1983 werd Neill ontslagen bij Arsenal, nog geen drie weken nadat de club in de League Cup werd uitgeschakeld door derdeklasser Walsall FC. Arsenal stond op dat moment slechts zestiende in de competitie. Neill hield het trainerschap daarna voor bekeken en opende later enkele sportbars in de Londense wijken Hendon en Holborn. Hij werd ook commentator bij wedstrijden van Arsenal op Arsenal TV.